# Петошин, Владимир Анатольевич
Владимир Анатольевич Петошин (род. 14 декабря 1953) — российский политический деятель. Депутат Государственной Думы второго созыва (1995—1999).

## Биография
Перед избранием в Государственную Думу работал бригадиром слесарей-сборщиков авиационных моторов научно-производственного предприятия «Мотор» (Уфа); 1990—1991 — член Центрального комитета КПРФ.
Депутат Государственной Думы Федерального Собрания РФ второго созыва (1995—1999), был членом фракции КПРФ, членом Комитета по конверсии и наукоемким технологиям.